# Linda Machuca
Linda Machuca (n. 1 aprilie 2001, Grand Bourg⁠(d), Buenos Aires, Argentina) este o luptătoare ce a reprezentat Argentina. A participat la competiții asociate Jocurilor Olimpice în care a câștigat o medalie de argint.